# The King and the Copper
The King and the Copper è un cortometraggio muto del 1913 scritto e diretto da Dell Henderson.

## Trama
Alle Isole Cannibali, il re decide di far salire sul trono una regina. Il poliziotto reale, però, ipnotizza la donna facendola innamorare di lui. Il re, geloso, finge il suicidio e sul trono i suoi sudditi fanno sedere un pescatore. Sotto il suo governo, il poliziotto perde il lavoro e l'amore della regina. Va a finire che tutto finisce bene per il re che recupera trono e moglie.

## Produzione
Il film fu prodotto dalla Biograph Company.

## Distribuzione
Distribuito dalla General Film Company, il film - un cortometraggio di 204 metri - uscì nelle sale cinematografiche USA il 12 maggio 1913. Nelle proiezioni, veniva programmato con il sistema dello split reel, accorpato in un'unica bobina con un altro cortometraggio prodotto dalla Biograph, la commedia A Rainy Day.